# Dred Scott (Musiker)
Dred Scott (* 14. März 1964) ist ein US-amerikanischer Jazzmusiker (Piano, Komposition).

## Leben und Wirken
Scott wuchs in St. Louis auf und besuchte das College in Ohio, bevor in die San Francisco Bay Area zog. Ab den 1980er-Jahren war er als Jazzmusiker tätig; 1989 wirkte er bei Anthony Braxtons Album Eight (+3) Tristano Compositions 1989: For Warne Marsh mit. Ein erstes Album unter eigenem Namen entstand 1991, Small Clubs Are Dead, gefolgt von Time for the Hard Stuff (1997) mit Wilbur Krebs Bass) und Kenny Wollesen. Ab 1999 lebte er in New York City. 2007 erschien sein siebtes Album Live at the Roockwood mit seinem Trio (Bassist Ben Rubin und Schlagzeuger Tony Mason).
Im Laufe seiner Karriere arbeitete er u. a. mit Cecil McBee, Andrew Cyrille, Joe Morello, Charlie Hunter, Bob Mintzer, Dave Samuels, Don Byron, Paul McCandless, Arlo Guthrie, Levon Helm, Norah Jones, Bob Weir, Joe Henderson, Rickie Lee Jones, Nina Hagen und Peter Apfelbaum. Scott ist außerdem Mitbegründer der Hip-Hop/Jazz-Band Alphabet Soup. Des Weiteren schrieb er Musik für Film und Theater. Gegenwärtig (2019) gehört er dem Sasha Dobson Sextet an; er ist auch mit Brian Melvin's Sacred Geometry aufgetreten.